# Willard Saulsbury senior

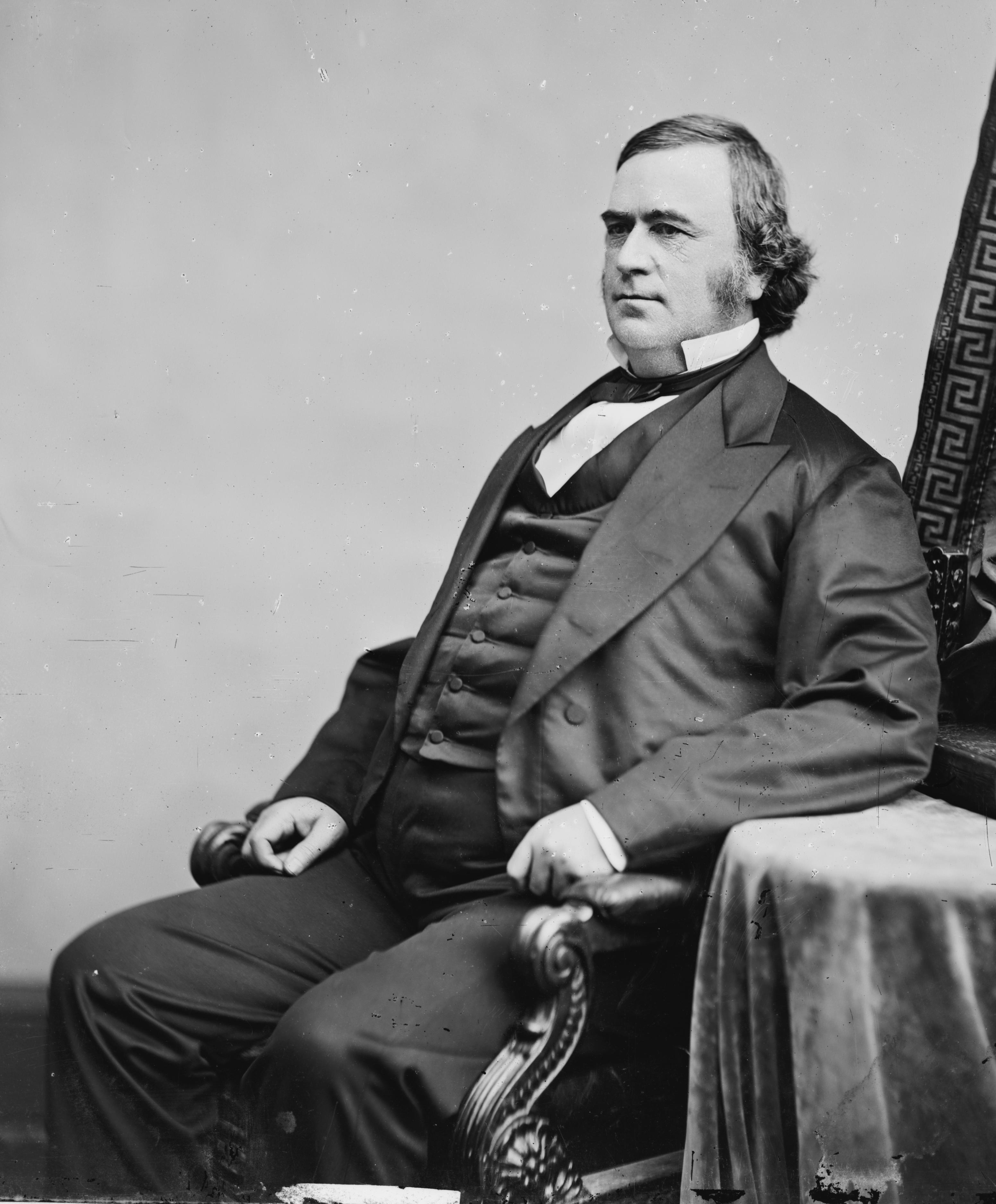
Willard Saulsbury

Willard Saulsbury (* 2. Juni 1820 in Mispillion Hundred, Kent County, Delaware; † 6. April 1892 in Dover, Delaware) war ein US-amerikanischer Jurist und Politiker (Demokratische Partei), der den Bundesstaat Delaware im US-Senat vertrat.

## Leben
Willard Saulsbury entstammte einer Familie, die zahlreiche prominente Politiker hervorbrachte. Sein 1815 geborener Bruder Gove wurde Gouverneur von Delaware; ein weiterer älterer Bruder, der 1817 geborene Eli, folgte Willard Saulsbury später ebenso als US-Senator nach wie sein eigener Sohn Willard, der 1861 zur Welt kam.
Er besuchte zunächst die öffentlichen Schulen sowie später das Dickinson College in Carlisle (Pennsylvania) und das Delaware College in Newark, die heutige University of Delaware. Nachdem er erfolgreich die Rechtswissenschaften studiert hatte, wurde er in die Anwaltskammer von Delaware aufgenommen und begann in Georgetown zu praktizieren.
Von 1850 bis 1855 übte Saulsbury das Amt des Attorney General von Delaware aus. Saulsbury war Sklavenhalter, was in Delaware zu dieser Zeit bereits eine Seltenheit war. 1858 trat er als Gegenkandidat von US-Senator Martin W. Bates an und konnte diesen besiegen, woraufhin er ab dem 4. März 1859 sein Mandat in Washington, D.C. wahrnahm. Er verbrachte zwei komplette Amtszeiten im Kongress und gehörte als Kritiker des Bürgerkrieges zu den entschiedenen Gegnern von Präsident Abraham Lincoln. Dies führte im Jahr 1863 zu einem dramatischen Zwischenfall im Senat. Während einer Rede bezeichnete Saulsbury den Präsidenten als „schwachsinnig“ („imbecile“) und als den „schwächsten Mann, der jeweils ein hohes Amt bekleidet hat“. Als er von Vizepräsident Hannibal Hamlin, der die Sitzung leitete, zur Ordnung gerufen wurde, weigerte sich der Senator, seinen Sitz wieder einzunehmen. Schließlich wurde der Sergeant at Arms des Senats, George T. Brown, herbeigerufen, um Saulsbury aus dem Saal zu entfernen. Dieser zog, erkennbar erregt, einen Revolver hervor, hielt ihn gegen den Kopf des Beamten und rief: „Verdammt, wenn Du mich berührst, erschieße ich Dich!“ Schließlich konnte Saulsbury beruhigt werden und verließ den Saal.
Saulsbury bewarb sich 1870 um eine erneute Wiederwahl. Allerdings wurde er dabei von seinem Bruder Eli besiegt, der ihn daraufhin am 4. März 1871 als Senator ablöste. Er ging in der Folge wieder seiner Tätigkeit als Jurist nach und fungierte von 1873 bis zu seinem Tod im April 1892 als Vorsitzender des Kanzleigerichts (Court of Chancery) in seinem Heimatstaat, wodurch er den Titel Chancellor of Delaware trug.